# Family Outing
Family Outing (hangul: 패밀리가 떴다; hanja: Paemilli-ga Tteotda; lit. A família Está Aqui; também conhecido como Family Outing Season 1) foi um programa de variedades sul-coreano, exibido pela primeira vez em 15 de junho de 2008 pela SBS, sendo um dos programas de maior audiência na televisão sul-coreana aos domingos. Family Outing fez parte da linha de programas apresentado dentro do Good Sunday, juntamente com o programa Gold Miss is Coming (골드미스가 간다) (2008-2010). 
O formato de Family Outing refere-se a uma chamada "família" composta por membros de seu elenco, que viaja para diferentes partes da Coreia do sul, cuidando da casa de uma família de idosos, que saem de férias. A "família" então executa as tarefas deixadas pelos donos da casa. O programa busca o humor a partir da interação entre seu elenco complementado por seus convidados, em uma série de competições físicas e mentais.
Sua primeira temporada encerrou-se em 14 de fevereiro de 2010, a segunda intitulada Family Outing 2, estreou em 11 de julho de 2011, porém com novo elenco, equipe de produção e conceito.

## Formato
O programa foi exibido através de episódios duplos, através de filmagens que geralmente ocorriam de forma quinzenal, com o elenco e a equipe de filmagem se reunindo a cada duas semanas. Os convidados do programa frequentemente também se juntavam aos membros permanentes nestes episódios duplos, aparecendo em dois episódios sucessivos.
Por diversas vezes, o primeiro episódio iniciava-se com um telefonema de Yoo Jae-suk, notificando os membros da família sobre onde e quando se reunir para o próximo local das filmagens, que costumava ser em uma região rural remota. O membro convidado então recebe um mapa para levar a família até a casa em que ficarão hospedados por dois dias. Ao chegar na casa, a família cumprimenta seus proprietários e os envia de férias. Nesse ponto, a família revisa a lista de tarefas deixadas pelos proprietários, completando-as enquanto compete em vários desafios mentais e físicos. Além disso, todas as refeições são feitas por eles mesmos. Para esta última ação, geralmente são divididos em equipes para reunir os ingredientes, preparar e cozinhar. Antes de se prepararem para dormir na casa, a família joga outro jogo, que geralmente determina as posições em que cada um vai dormir (como em aposentos particularmente indesejáveis, uma sala fria e apertada, ao lado de alguém inclinado à flatulência e etc), ou para determinar quem é o responsável pelas indesejáveis tarefas noturnas / de madrugada, que consistiam em entrega, coleta ou preparação de alimentos. 
O segundo episódio dos episódios duplos se inicia com a continuação das atividades da noite anterior. Na manhã seguinte, Yoo Jae-suk é tipicamente o primeiro a ser acordado e recebe a tarefa de acordar os outros membros, onde inicia uma "Missão de Acordar", no qual o membro perdedor seria encarregado da preparação do café da manhã, ao lado de outros membros selecionados. Esta tarefa  era filmada reunindo ingredientes de toda a comunidade. Desta forma, o programa também destaca produtos regionais e locais de interesse em aldeias rurais. Ao concluir essas tarefas finais, a família frequentemente participará de outra competição antes de retornar à casa. Os proprietários são mostrados retornando das férias e se despedindo do elenco no fim do episódio. 

## Elenco
O elenco original de Family Outing foi formado por Yoo Jae-suk, Yoon Jong-shin, Daesung, Lee Hyori, Kim Su-ro, Lee Chun-hee e Park Ye-jin. Posteriormente, Kim Jong-kook foi adicionado a família durante o episódio dezenove. No ano seguinte, Park Hae-jin e Park Si-yeon foram adicionados ao elenco. Em junho de 2009, Park Ye-jin e Lee Chun-hee deixaram o programa com o término de seu contrato de um ano, após 53 episódios; ambos manifestaram o desejo de se concentrar em suas carreiras na atuação. No fim do mesmo ano, próximo ao encerramento da primeira temporada de Family Outing, Park Si-yeon não pode continuar filmando o programa devido a uma lesão.
Em 26 de novembro de 2009, foi anunciado que Yoo Jae-suk e Park Si-yeon estavam saindo do programa. Mais tarde, foi divulgado pela SBS, que a primeira temporada de Family Outing chegaria ao fim devido a horários conflitantes e atividades individuais dos membros de seu elenco. Em razão deste fato, seu último episódio foi ao ar em 14 de fevereiro de 2010. Seus últimos três episódios, reuniram todos os membros originais do programa, o que inclui também  um episódio especial de premiação do elenco.
| Nome                                                                                           | Apelido(s) e associações                                                                              | Tempo no programa                                      | Papel |
| ---------------------------------------------------------------------------------------------- | --- | ------------------------------------------------------ | --- |
| Yoo Jae-suk                                                                                    | * Gafanhoto * Irmão Burro (com Daesung) * Irmãos da Nação (com Hyori) * Rival de Jogo (com Jong-kook) | Episódios 1–85 (junho de 2008 - fevereiro de 2010)     | O anfitrião principal ou o apresentador do programa. Ele desempenha um papel importante na "Missão de Acordar", durante as manhãs do segundo dia da família, bem como durante os jogos. Jae-suk é frequentemente falador, confiando em seu humor rápido para observar o humor local e se destacar em articular emoções em um contexto situacional, como as regras do jogo para o público. Juntamente com Daesung, é facilmente assustado em circunstâncias incertas ou estranhas. Além disso, durante as disputas de humor sobre si próprio, ele muitas vezes se afirma contra oponentes mais fracos, como Jong-shin.                                                          |
| Yoon Jong-shin                                                                                 | * Homem Velho * Irmãos de Quarenta (com Su-ro) * Irmãos Fracos (com Hae-jin)                          | Episódios 1–85 (junho de 2008 - fevereiro de 2010)     | O mais velho do programa, Jong-shin frequentemente precisa do cuidado e atenção do resto dos membros da família. Ele é conhecido por ser o melhor em "fazer o tempero" dos alimentos que os membros comem, o que geralmente envolve apenas adicionar o pó de macarrão ramen às sopas. Jong-shin é geralmente visto como o menos dotado fisicamente e, portanto, é frequentemente escolhido por último nas competições físicas. No entanto, ele é um forte concorrente em batalhas orais envolvendo inteligência. |
| Daesung                                                                                        | * Irmão Mais Burro (com Jae-suk) * Irmãos do Olho Pequeno (com Jong-kook)                             | Episódios 1–85 (junho de 2008 - fevereiro de 2010)     | Longe de sua imagem de ídolo nacional do grupo Big Bang, o mais novo dos membros da família ajuda Jae-suk em piadas e é visto como um irmão mais novo dele. Daesung é facilmente intimidado e de natureza tímida, principalmente na frente de seus membros do Big Bang. Além disso, é um dos mais talentosos fisicamente da Família, então normalmente é selecionado rapidamente para jogos. Como ele é um bom dançarino, Daesung consegue dançar facilmente as músicas mais recentes discutidas pela família. Foi chamado de irmão "mais burro" junto com Jae-suk devido seu QI ser um dos mais baixos entre os membros.                                                      |
| Lee Hyori                                                                                      | * Mãe * Senhora * Ex-Fada da Nação * Irmãs até a Morte (com Ye-jin)                                   | Episódios 1–85 (junho de 2008 - fevereiro de 2010)     | A infitriã feminina principal e apresentadora ocasional. Hyori desempenha o papel da pessoa que tipicamente adverte os membros masculinos da família, particularmente durante contratempos na cozinha. Ao mesmo tempo, muitas vezes se mostra a vontade de se abrir à humilhação, seja provocada e durante jogos físicos. Hyori esteve em um relacionamento briguento com Jong-kook, sendo frequentemente associada a ele por histórias de amor ficcionais. |
| Kim Su-ro                                                                                      | * Madrasta Kim * Menino Su-ro * Irmãos de Quarenta (com Jong-shin)                                    | Episódios 1–85 (junho de 2008 - fevereiro de 2010)     | De natureza brincalhona e infantil, é um dos membros mais fortes e atléticos da família quando se trata de jogos físicos. Su-ro é mentalmente perspicaz e muitas vezes confia em sua inteligência para escolher Chun-hee. Ele adquiriu o título de Madrasta Kim por constantemente incumbir Chun-hee de tarefas. |
| Kim Jong-kook                                                                                  | * Irmãos do Olho Pequeno (com Daesung) * Rival de Jogo (com Jae-suk)                                  | Episódios 19–85 (novembro de 2008 - fevereiro de 2010) | Inicialmente retratado como um forte concorrente em jogos físicos, Jong-kook é revelado como uma pessoa de pouca sorte. Ele é freqüentemente chamado de "Kim Kook-jong" quando é provocado por Jae-suk e Hyori, que é um trocadilho com a palavra 'preocupação' em coreano, ou seja, ele é alguém com quem se preocupar. Jong-kook evoluiu ao longo do programa à medida que se tornou mais falador, o que lhe permitiu afirmar-se sobre Jae-suk e Jong-shin com inteligência e força, principalmente durante tarefas domésticas e atividades culinárias. Ele e Daesung demonstram uma predileção por grupos femininos, realizando várias coreografias ao longo dos episódios. |
| Park Hae-jin                                                                                   | * Irmãos Fracos (com Jong-shin) * Irmãos Park (com Si-yeon)                                           | Episódios 54–85 (julho de 2009 - fevereiro de 2010)    | É visto como um garoto delicado devido seu fraco desempenho em jogos e nas "Missões de Acordar", embora sua primeira participação no programa (nos episódios 5-6) sugerisse uma boa condição física. Hae-jin às vezes é chamado de azarado por causa de seus constantes fracassos durante os jogos, o que ele sempre explica extraindo seu estoque substancial de justificativas. Su-ro confirmou que Hae-Jin pode ser ainda mais desajeitado que Chun-hee. Ele é ocasionalmente treinado por Jong-kook para desenvolver sua força. |
| Os seguintes membros deixaram o programa antes de seu encerramento, devido a questões pessoais | |                                                        | |
| Lee Chun-hee                                                                                   | * Desajeitado Chun-hee * Chunderella                                                                  | Episódios 1–53 (junho de 2008 - junho de 2009)         | Originalmente parecia ser um jogador forte, porém mais tarde foi revelado ser ingênuo e desajeitado. Ele é constantemente criticado por Su-ro, seu colega mais velho da escola de atuação, apesar de suas tentativas fúteis de "se rebelar" de tempos em tempos. É revelado que Chun-hee tem um QI alto e também é o único membro que possui uma licença de mergulho. Além disso, ele expressa sua adoração por várias convidadas que se juntam ao programa, mas sem reciprocidade. |
| Park Ye-jin                                                                                    | * Doce e selvagem senhorita Ye-jin * Irmãs até a Morte (com Hyori)                                    | Episódios 1–53 (junho de 2008 - junho de 2009)         | De aparentemente uma figura agradável e recatada de uma dama, ela mais tarde mostrou suas verdadeiras cores através de suas maneiras absurdas e tenazes de preparar peixes e galinhas para as refeições, bem como sua coragem em capturá-las. Ye-jin manteve um forte relacionamento com Hyori, quando as convidadas apareceram no programa, elas se uniram como as indesejáveis "irmãs mais velhas". Ela também demonstrou coragem mental ao advertir Jae-suk durante a preparação dos alimentos e sua perspicácia física em lutar e puxar os cabelos dos concorrentes mais fortes.                                                                                           |
| Park Si-yeon                                                                                   | * Irmãos Park (com Hae-jin)                                                                           | Episódios 54–73 (julho de 2009 - dezembro de 2009)     | Trazendo a imagem de garota da cidade, ela se aproximou de Hyori no programa. Si-yeon deixou o Family Outing após seis meses devido a problemas de saúde / lesões nas costas que ocorreram durante uma sessão de gravação de um drama em 2007. Por esta razão, ela não conseguiu desenvolver uma presença forte ao longo de seu período no programa. |

## Recepção

### Audiência
A tabela abaixo indica as classificações de Family Outing na televisão sul-coreana, onde os números azuis representam as audiências mais baixas e os números vermelhos representam as audiências mais elevadas, sendo relativo a cada ano de exibição.

### 2008
| 1  | 15 de junho de 2008    | 5.5%  | 5.3%  |
| 2  | 22 de junho de 2008    | 9.0%  | 8.2%  |
| 3  | 29 de junho de 2008    | 8.5%  | 7.3%  |
| 4  | 6 de julho de 2008     | 6.3%  | 5.7%  |
| 5  | 13 de julho de 2008    | 8.0%  | 8.5%  |
| 6  | 20 de julho de 2008    | 10.6% | 10.0% |
| 7  | 27 de julho de 2008    | 13.4% | 13.7% |
| 8  | 3 de agosto de 2008    | 12.9% | 14.9% |
| 9  | 17 de agosto de 2008   | 21.7% | 21.6% |
| 10 | 24 de agosto de 2008   | 18.3% | 18.0% |
| 11 | 31 de agosto de 2008   | 19.9% | 20.0% |
| 12 | 7 de setembro de 2008  | 16.4% | 15.3% |
| 13 | 14 de setembro de 2008 | 16.3% | 13.9% |
| 14 | 21 de setembro de 2008 | 22.1% | 21.0% |
| 15 | 28 de setembro de 2008 | 20.3% | 19.5% |
| 16 | 5 de outubro de 2008   | 21.3% | 20.8% |
| 17 | 12 de outubro de 2008  | 23.0% | 21.5% |
| 18 | 19 de outubro de 2008  | 23.6% | 22.0% |
| 19 | 26 de outubro de 2008  | 27.5% | 24.1% |
| 20 | 2 de novembro de 2008  | 24.5% | 23.1% |
| 21 | 9 de novembro de 2008  | 29.6% | 23.3% |
| 22 | 16 de novembro de 2008 | 26.4% | 24.2% |
| 23 | 23 de novembro de 2008 | 25.1% | 23.6% |
| 24 | 30 de novembro de 2008 | 26.1% | 23.0% |
| 25 | 7 de dezembro de 2008  | 28.0% | 25.5% |
| 26 | 14 de dezembro de 2008 | 25.1% | 22.5% |
| 27 | 21 de dezembro de 2008 | 29.1% | 24.4% |
| 28 | 28 de dezembro de 2008 | 27.7% | 24.7% |

### 2009
| 29 | 4 de janeiro de 2009    | 27.4% | 23.7% |
| 30 | 11 de janeiro de 2009   | 27.7% | 25.6% |
| 31 | 18 de janeiro de 2009   | 24.1% | 23.1% |
| 32 | 25 de janeiro de 2009   | 17.8% | 18.0% |
| 33 | 1 de fevereiro de 2009  | 23.3% | 21.5% |
| 34 | 8 de fevereiro de 2009  | 26.0% | 21.7% |
| 35 | 15 de fevereiro de 2009 | 23.5% | 23.1% |
| 36 | 22 de fevereiro de 2009 | 27.2% | 24.9% |
| 37 | 1 de março de 2009      | 22.6% | 21.3% |
| 38 | 8 de março de 2009      | 24.7% | 22.1% |
| 39 | 15 de março de 2009     | 23.9% | 22.9% |
| 40 | 22 de março de 2009     | 25.1% | 21.0% |
| 41 | 29 de março de 2009     | 23.0% | 19.9% |
| 42 | 5 de abril de 2009      | 26.3% | 21.8% |
| 43 | 12 de abril de 2009     | 23.0% | 18.6% |
| 44 | 19 de abril de 2009     | 23.0% | 19.4% |
| 45 | 26 de abril de 2009     | 24.3% | 20.1% |
| 46 | 3 de maio de 2009       | 22.4% | 18.5% |
| 47 | 10 de maio de 2009      | 24.4% | 20.4% |
| 48 | 17 de maio de 2009      | 25.9% | 23.9% |
| 49 | 31 de maio de 2009      | 23.4% | 18.8% |
| 50 | 7 de junho de 2009      | 25.1% | 21.1% |
| 51 | 14 de junho de 2009     | 24.3% | 19.6% |
| 52 | 21 de junho de 2009     | 23.2% | 18.9% |
| 53 | 28 de junho de 2009     | 24.4% | 18.5% |
| 54 | 5 de julho de 2009      | 24.7% | 19.7% |
| 55 | 12 de julho de 2009     | 26.6% | 21.0% |
| 56 | 19 de julho de 2009     | 20.4% | 17.5% |
| 57 | 26 de julho de 2009     | 23.7% | 18.8% |
| 58 | 2 de agosto de 2009     | 18.2% | 14.9% |
| 59 | 9 de agosto de 2009     | 21.5% | 16.7% |
| 60 | 16 de agosto de 2009    | 22.7% | 17.2% |
| 61 | 30 de agosto de 2009    | 21.2% | 17.6% |
| 62 | 6 de setembro de 2009   | 22.7% | 18.6% |
| 63 | 13 de setembro de 2009  | 20.4% | 17.0% |
| 64 | 20 de setembro de 2009  | 20.3% | 18.3% |
| 65 | 27 de setembro de 2009  | 22.7% | 18.6% |
| 66 | 4 de outubro de 2009    | 19.3% | 15.9% |
| 67 | 11 de outubro de 2009   | 18.6% | 16.1% |
| 68 | 18 de outubro de 2009   | 21.8% | 17.2% |
| 69 | 25 de outubro de 2009   | 19.7% | 18.0% |
| 70 | 1 de novembro de 2009   | 20.1% | 17.5% |
| 71 | 8 de outubro de 2009    | 21.8% | 18.8% |
| 72 | 15 de novembro de 2009  | 23.1% | 18.7% |
| 73 | 22 de novembro de 2009  | 22.0% | 17.8% |
| 74 | 29 de novembro de 2009  | 22.4% | 19.3% |
| 75 | 6 de dezembro de 2009   | 18.5% | 15.4% |
| 76 | 13 de dezembro de 2009  | 18.5% | 15.3% |
| 77 | 20 de dezembro de 2009  | 19.3% | 16.6% |
| 78 | 27 de dezembro de 2009  | 16.8% | 13.8% |

### 2010
| 79 | 3 de janeiro de 2010    | 16.5% | 14.1% |
| 80 | 10 de janeiro de 2010   | 16.5% | 13.6% |
| 81 | 17 de janeiro de 2010   | 17.9% | 15.3% |
| 82 | 24 de janeiro de 2010   | 18.0% | 15.4% |
| 83 | 31 de janeiro de 2010   | 18.6% | 14.7% |
| 84 | 7 de fevereiro de 2010  | 16.1% | 14.1% |
| 85 | 14 de fevereiro de 2010 | 8.7%  | 8.4%  |

## Prêmios e indicações
| Ano  | Prêmio                   | Categoria                      | Beneficiário  | Resultado | Ref.   |
| ---- | ------------------------ | ------------------------------ | ------------- | --------- | ------ |
| 2008 | SBS Entertainment Awards | Daesang (Grande Prêmio)        | Yoo Jae-suk   | Venceu    | [ 11 ] |
| 2008 | SBS Entertainment Awards | Prêmio de Excelência: Programa | Family Outing | Venceu    | [ 11 ] |
| 2008 | SBS Entertainment Awards | Prêmio de Popularidade         | Lee Chun-hee  | Venceu    | [ 11 ] |
| 2008 | SBS Entertainment Awards | Prêmio de Popularidade         | Park Ye-jin   | Venceu    | [ 11 ] |
| 2008 | SBS Entertainment Awards | Prêmio PD                      | Kim Su-ro     | Venceu    | [ 11 ] |
| 2008 | SBS Entertainment Awards | Melhor Escritor                | Lee Mi-sun    | Venceu    | [ 11 ] |
| 2009 | SBS Entertainment Awards | Daesang (Grande Prêmio)        | Yoo Jae-suk   | Venceu    | [ 12 ] |
| 2009 | SBS Entertainment Awards | Daesang (Grande Prêmio)        | Lee Hyori     | Venceu    | [ 12 ] |
| 2009 | SBS Entertainment Awards | Prêmio de Popularidade         | Lee Hyori     | Venceu    | [ 12 ] |
| 2009 | SBS Entertainment Awards | Melhor Trabalho em Equipe      | Family Outing | Venceu    | [ 12 ] |